# 簡煥宗
簡煥宗（台灣話 : Kán Huàn-tsong，1973年9月19日—），是現任民主進步黨籍高雄市議員，出生於臺北市，畢業於國立中山大學修讀人力資源管理研究所碩士，就讀東海大學時期在前臺中縣長廖永來競選辦公室半工半讀，開始投入政治活動。退伍之後，擔任立法委員邱太三國會助理，隨後被時任勞委會主委陳菊親自面試，進入主委室擔任秘書。2014年首次參選第二屆高雄市議會議員，以選區最高票當選，後續成功於2018年、2022年連任。

## 個人經歷
- 立法委員邱太三國會辦公室主任
- 行政院勞工委員會主委陳菊辦公室秘書
- 高雄市長陳菊辦公室秘書
- 高雄市政府民政局主任秘書
- 高雄國際郵輪協會總幹事
- 高雄市公共事務發展協會執行長
- 正修科技大學講師
- 民主進步黨中央執行委員
- 第2-4屆高雄市議會議員

## 重要事件
- 2015年5月11日[8]市議員簡煥宗、高閔琳聯手為同志發聲，強調高雄市是宜居城市，市長陳菊曾在台灣第一對同性伴侶的婚禮上送上「相愛是人權」喜幛、也曾在高雄市第一屆的同志大遊行致詞。簡、高2人強調，高雄市是人權城市，期待在高雄有意結婚的同志，在戶口名簿登記時，能在個人記事欄做註記。高雄市政府民政局局長曾姿雯表示，民政局已著手研擬讓同志登記結婚時，透過戶政役政系統在所內註記的功能，但不會呈現在公開狀態；註記功能命名為「陽光註記」，但不會在身分證上及戶口名簿上顯示，讓有需求的同志可申請列印，相愛的權利受到尊重[9]。2015年6月18日，臺北市各戶政事務所開始比照高雄市，受理同性伴侶前往辦理「伴侶關係」的註記作業[10]。
- 2015年11月23日，高雄市議員簡煥宗與李喬如在市議會第二屆第2次定期大會市政總質詢時，再度聯合質詢旗津渡輪交通問題，兩位議員獲得陳菊正面回應。陳菊當場要求管理部分限期三個月改善，同時允諾以該年度高雄市政府第二預備金購置兩艘新渡輪[11]，兩艘新的渡輪預計分別將在2017、2018年底可以開始使用。
- 2016年5月4日及11月8日，簡煥宗於高雄市議會第二屆第三、四次定期大會工務部門質詢時，都曾與高雄市政府相關單位討論金馬賓館再利用的可行性，他希望未來金馬賓館能透過鐵路地下化以及第二階段的輕軌建設，連接哈瑪星鐵道園區，使其成為地方上的亮點。2017年1月20日，高雄市政府都市發展局正式與御盟集團簽約[12]，文創團隊將改造這個充滿歷史意涵的空間，賦予金馬賓館一個全新的形象，可望吸引更多國際藝術創造者進駐，活化高雄老城區。
- 2016年12月19日，簡煥宗於第二屆第四次定期大會市政總質詢時，曾提及港區土地釋放的問題，並希望可以藉由興濱計畫來重現哈瑪星歷史場景。[13]後續市府亦於2018年推動興濱計畫，陸續將哈瑪星的歷史場景重現，後該計畫也擴展至旗津、鼓山及鹽埕區，讓更多歷史建物得以重見天日[14]，最終簡煥宗與市府聯手爭取高達7億元的經費，以利後續計畫推動[15]。
- 2019年6月28日，簡煥宗於服務處正式啟動罷韓連署書的填寫，並表示活動首日，許多家庭主婦都來了，令人大感意外，周末來了許多年輕人不僅自己加入連署，也帶回幾份給家人。[16]
- 2020年10月8日，簡煥宗、高閔琳及黃捷在聯合質詢時，向陳其邁市長提出希望在高雄打造彩虹地景創造彩虹經濟的構想，陳其邁市長當場允諾，並請史哲副市長盤點適合地點[17]。最終經討論及評估後，確定落腳於駁二藝術園區，並於2020年11月14日繽紛登場，彩虹地景面積同時亦為全台最大[18]。
- 2021年8月31日，簡煥宗、高閔琳、黃捷、高雄市女性權益促進會及樂菲衛生棉共同召開記者會，在開學前捐贈200包衛生棉給弱勢學童，盼拋磚引玉，呼籲市府及社會正視「月經貧窮」問題，落實月經平權[19]。簡煥宗表示過去市府在協助弱勢學童時，將多數資源挹注在教學軟硬體及助餐卷上，常忽略弱勢學童面臨的青春期生理現象，而高雄作為人權城市，應更細膩正視「月經貧窮」議題。

## 爭議事件
- 2014年10月13日，高雄市議員參選人簡煥宗赴高雄地檢署陳情抗議，巧遇國民黨市長參選人楊秋興支持者[20]，雙方一度劍拔弩張，隨後傳出簡疑遭恐嚇並向警方報案，懷疑參選上屆高雄市三民區里長失利的賴姓男子涉嫌，簡指控賴男進去雄檢前用臺語對他嗆「簡煥宗，你給我小心一點」，簡認為人身安全已受到威脅，親自向高雄市政府警察局新興分局提出恐嚇罪告訴。楊秋興競選總部回應不曉得這位賴先生是誰，否認有助理恐嚇，強調支持者都有自制能力，至於簡煥宗提告是他的權益，沒有意見。[21]
- 2014年10月17日，民進黨籍高雄市議員簡煥宗指控陳美雅從2007年至2009年連續3年以2名人頭冒領議會助理費[22]，同年11月27日，陳美雅到雄檢按鈴申告簡煥宗妨害名譽、違反選罷法，意圖使人不當選，同時提出附帶民事求償1000萬元。講到激動處，陳美雅一度哽咽紅了眼眶說，對於簡煥宗的詆毀她本來不想因提告模糊選戰焦點，選擇隱忍不發，但簡煥宗惡人先告狀、做賊的喊抓賊，她才提出告訴[23]。2015年1月16日高雄高分院判決陳美雅等23名被告，依偽造公文書罪，判處有期徒刑一月至一年十月不等[24]，均得易科罰金。2016年1月19日高分院檢察署，對簡煥宗被告妨害名譽、違反選罷法，意圖使人不當選乙案，經予審核，獲判不起訴處。[來源請求]
- 2017年1月16日，高雄市議員簡煥宗送盆花給新人祝賀新婚，花牌上卻寫「聖誕千秋」[25]。 簡煥宗針對這件事情也在自己的粉絲專頁上做出回應。簡煥宗表示這已是1年多前的事，當時因為花店的疏失，不小心寫錯花牌。花店人員在送去時就發現不對並馬上更換，花店人員也立即向這對新人致歉之外，也立即致電給簡煥宗本人告知有此事件發生，並向簡煥宗致歉，現在他仍和這家花店持續配合中。
- 2018年九合一選舉民進黨慘敗後，前民進黨高雄市黨部執行長林展鴻披露，新潮流系高雄市議員簡煥宗發起民眾（包括非民進黨黨員）至民進黨高雄市黨部抗議，要求高雄市黨部主任委員趙文男下台，並串連高雄市黨部執行委員及評議委員凍結趙文男職權，即使林展鴻與高雄市黨部副執行長邱順彬辭職仍不肯罷休。林展鴻指出，2005年趙文男提出「和解共生要從黨內派系做起」[26][27]，砲轟新潮流系搞鬥爭，是民進黨地方黨部主委第一人；民進黨再怎麼慘敗，新潮流系永遠是贏家，這才是最大的問題[28][29]。簡煥宗回應，他沒有發動民進黨黨員去抗議或串連高雄市黨部執委評委凍結趙文男職權，抗議事件應該是黨員自發性去抗議，他沒有能力串連高雄市黨部執委評委[30]。

## 選舉資訊

#### 2014高雄市第六選舉區（鼓山區、鹽埕區、旗津區）
- 應選出名額：4席，含婦女保障名額：1席
- 選舉人數：151,075
- 投票數（投票率）：97,240（64.37%）
- 有效票（比率）：95,383（98.09%），無效票（比率）：1,857（1.91%）

| 號次 | 候選人 | 性別 | 政黨         | 得票數 | 得票率 | 當選標記 |
| ---- | ------ | ---- | ------------ | ------ | ------ | -------- |
| 1    | 簡煥宗 | 男   | 民主進步黨   | 18,257 | 19.14% |          |
| 2    | 連立堅 | 男   | 民主進步黨   | 14,848 | 15.57% |          |
| 3    | 蔡金晏 | 男   | 中國國民黨   | 17,582 | 18.43% |          |
| 4    | 劉哲宇 | 男   | 無黨籍       | 3,241  | 3.40%  |          |
| 5    | 李喬如 | 女   | 民主進步黨   | 17,630 | 18.48% |          |
| 6    | 陳美雅 | 女   | 中國國民黨   | 15,819 | 16.58% |          |
| 7    | 陳冠銘 | 男   | 台灣團結聯盟 | 6,371  | 6.68%  |          |
| 8    | 郭美伶 | 女   | 無黨籍       | 1,635  | 1.71%  |          |

#### 2018高雄市第六選舉區（鼓山區、鹽埕區、旗津區）
- 應選出名額：4席 ，含婦女保障名額：1席
- 選舉人數：155,270
- 投票數（投票率）：113,897（73.35%）
- 有效票（比率）：111,222（97.65%），無效票（比率）：2,675（2.35%）

| 號次 | 候選人 | 性別 | 政黨       | 得票數 | 得票率 | 當選標記 |
| ---- | ------ | ---- | ---------- | ------ | ------ | -------- |
| 1    | 麥郁馨 | 女   | 無黨籍     | 784    | 0.70%  |          |
| 2    | 李喬如 | 女   | 民主進步黨 | 19,618 | 17.64% |          |
| 3    | 洪正   | 男   | 基進黨     | 7,022  | 6.31%  |          |
| 4    | 陳美雅 | 女   | 中國國民黨 | 25,640 | 23.05% |          |
| 5    | 簡煥宗 | 男   | 民主進步黨 | 16,764 | 15.07% |          |
| 6    | 王福全 | 男   | 無黨籍     | 170    | 0.15%  |          |
| 7    | 江敏榕 | 女   | 無黨籍     | 1,671  | 1.50%  |          |
| 8    | 蔡宜芳 | 女   | 無黨籍     | 8,779  | 7.89%  |          |
| 9    | 周佳錚 | 女   | 無黨籍     | 4,978  | 4.48%  |          |
| 10   | 鄭如君 | 女   | 無黨籍     | 1,368  | 1.23%  |          |
| 11   | 蔡金晏 | 男   | 中國國民黨 | 24,428 | 21.96% |          |

#### 2022高雄市第六選舉區（鼓山區、旗津區、鹽埕區）
- 應選出名額：4席，含婦女保障名額：1席
- 選舉人數：153,513
- 投票數（投票率）：87,770（57.17%）
- 有效票（比率）：85,838（97.80%），無效票（比率）：1,932（2.20%）

| 號次 | 候選人 | 性別 | 政黨       | 得票數 | 得票率 | 當選標記 |
| ---- | ------ | ---- | ---------- | ------ | ------ | -------- |
| 1    | 蔡金晏 | 男   | 中國國民黨 | 17,934 | 20.89% |          |
| 2    | 陳美雅 | 女   | 中國國民黨 | 20,408 | 23.78% |          |
| 3    | 簡煥宗 | 男   | 民主進步黨 | 19,567 | 22.80% |          |
| 4    | 李喬如 | 女   | 民主進步黨 | 22,410 | 26.11% |          |
| 5    | 劉家榮 | 男   | 臺灣民眾黨 | 5,519  | 6.43%  |          |

## 引用資料
1. ↑  吳麗珍、曾淑苹.  (PDF). 高雄市議會. 2014年12月25日  [2015年10月14日]. （原始内容存档 (PDF)于2020年7月29日） （中文（臺灣））.
2. ↑  喬偉. . 很角色週報. 2013年12月16日  [2016年1月3日]. （原始内容存档于2017年12月1日） （中文（臺灣））. 民政局主秘簡煥宗一直是理想性格，總是希望能夠踏入政壇，為民喉舌。因此簡煥宗從大學就在台中縣前縣長廖永來競選辦公室半工半讀。退伍之後，擔任立法委員邱太三的國會助理，負責選民服務及地方組織。
3. ↑  . 高雄市議會.   [2015年1月3日] （中文（臺灣））. 煥宗出社會後就投入政治工作，在他躋身民意殿堂之前，由立委服務處助理做起，歷經立法院國會助理、立委邱太三國會辦公室主任、勞委會主委陳菊秘書、高雄市長陳菊秘書、高雄市民政局主任秘書等豐富行政經歷。[永久]
4. ↑  王榮祥. . 自由時報. 2013年12月2日  [2015年1月3日]. （原始内容存档于2020年7月29日） （中文（臺灣））. 簡煥宗畢業於中山大學碩士班，是陳菊勞委會任內親自面試錄用幕僚，從中央到地方協助推動政務超過十年，品操與能力深受信賴，被拔擢擔任民政局主秘，負責協調區、里繁複業務。
5. ↑  林樹銘. . 民視新聞. 2014年10月19日  [2015年1月3日]. （原始内容存档于2020年7月29日） （中文（臺灣））. 高雄議員參選今年新人倍出，民進黨議員參選人李柏毅和簡煥宗，兩人都是陳菊子弟兵，好兄弟也不約而同選在今天成立競選總部，錯開時間互相支持，市長和同黨的議員前輩也都來相挺，希望這兩個年輕人能以新世代的力量改變高雄。
6. ↑  中央通訊社. . 中央社 CNA. 2018-11-26  [2024-08-05]. （原始内容存档于2024-08-05） （中文（臺灣））.
7. ↑  中央通訊社. . 中央社 CNA. 2022-11-27  [2024-08-05]. （原始内容存档于2023-01-22） （中文（臺灣））.
8. ↑  .   [2016-03-23]. （原始内容存档于2020-07-29）.
9. ↑  . 蘋果即時. 2015年5月11日. （原始内容存档于2016年4月3日）.
10. ↑  . 自由時報. 2015-06-18. （原始内容存档于2020-07-29）.
11. ↑  . （原始内容存档于2020-07-29）.
12. ↑  . （原始内容存档于2020-07-29）.
13. ↑  高雄市議員_簡煥宗, , 2016-12-18  [2024-08-05], （原始内容存档于2024-08-05）
14. ↑  中央通訊社. . 中央社 CNA. 2018-07-26  [2024-08-05]. （原始内容存档于2024-08-05） （中文（臺灣））.
15. ↑  葛祐豪. . 自由時報. 2016-06-23  [2024-08-05]. （原始内容存档于2023-05-13）.
16. ↑  . 大紀元 www.epochtimes.com. 2019-06-30  [2024-08-05]. （原始内容存档于2024-08-05） （中文（繁體））.
17. ↑  . Yahoo News. 2020-10-13  [2024-08-05] （中文（臺灣））.
18. ↑  中央通訊社. . 中央社 CNA. 2020-11-13  [2024-08-05]. （原始内容存档于2024-08-05） （中文（臺灣））.
19. ↑  葛祐豪. . 自由時報. 2021-08-31  [2024-08-05].
20. ↑  黃良傑. . 自由時報. 2014年10月13日  [2015年1月3日]. （原始内容存档于2020年7月29日） （中文（臺灣））. 民進黨籍高雄市議員參選人簡煥宗今早赴高雄地檢署抗議，陳情雄檢偵辦黑心油案要硬起來，巧遇前往控告立委趙天麟的楊秋興支持人馬，雙方一度叫囂，幸被警方隔開，群眾散去後，上午10點20分，簡煥宗到新興分局報案，指控遭楊的支持者恐嚇，警方已經受理，偵訊中。
21. ↑  黃良傑、鮑建信、葛祐豪、王榮祥. . 自由時報. 2014年10月14日  [2015年1月3日]. （原始内容存档于2020年7月29日） （中文（臺灣））. 經簡指認，懷疑賴姓男子涉嫌。據查賴（六十歲）是楊秋興的支持者，曾參選上屆三民區的里長失利。簡指控賴男進去雄檢前，用台語對他嗆「簡煥宗，你給我小心一點」。簡認為競選期間的人身安全已受到威脅，昨親自向新興分局提出恐嚇告訴。
22. ↑  曹明正. . 2014年10月17日. （原始内容存档于2020年7月29日）.
23. ↑  . 2014-11-27  [2016-03-21]. （原始内容存档于2020-07-29）.
24. ↑  . （原始内容存档于2016-04-01）.
25. ↑  . （原始内容存档于2017-01-19）. 簡煥宗說，這已是1年多前的事，花店一送到喜宴會場，就被人發現花牌寫錯了，但當場就有人拍下照片傳給他，後來他到喜宴會場，花牌已換過。
26. ↑  鍾年晃、郭敏政. . 台灣蘋果日報. 2005-08-31  [2019-02-24]. （原始内容存档于2019-05-10）. 民進黨縣市黨部主委聯誼會昨天發布「和解共生要從黨內派系做起」新聞稿，對新潮流近來諸多作為相當不滿。……新潮流批評，政院任命林豐喜出任中部辦公室執行長、前台中縣黨部主委劉文欽出任台灣省諮議員，是為閣揆謝長廷綁樁。昨縣市黨部主委聯誼會會長、高雄市黨部主委趙文男也發出新聞稿，反批新潮流。
27. ↑  邱燕玲. . 自由時報. 2005-08-31  [2019-08-25]. （原始内容存档于2020-07-29）. 日前，新潮流對前立委林豐喜、前台中縣黨部主委劉文欽分別出任行政院中部辦公室執行長、省諮議員職務有所批評；民進黨縣市黨部主委聯誼會會長趙文男昨天發出新聞稿，強調「和解共生要從黨內派系做起」，呼籲新潮流的戰鬥力應對外發揮。
28. ↑  林展鴻. . 風傳媒. 2018-12-12  [2019-02-24]. （原始内容存档于2019-02-24）.
29. ↑  高易伸. . 中評社. 2018-12-12  [2019-02-24]. （原始内容存档于2020-07-29）.
30. ↑  楊濡嘉. . 聯合報即時新聞. 2018-12-12  [2019-02-24]. （原始内容存档于2020-07-29）.

## 外部連結
- 簡煥宗的Facebook專頁